# Rhingia aureola
Rhingia aureola är en tvåvingeart som beskrevs av Huo och Ren 2007. Rhingia aureola ingår i släktet näbblomflugor, och familjen blomflugor. Inga underarter finns listade i Catalogue of Life.